# 井川駅
井川駅（いかわえき）は、静岡県静岡市葵区井川にある大井川鐵道井川線の駅。同線の終着駅。静岡市最北端の駅である。標高は686メートルで、静岡県の鉄道駅では最も標高が高い。

## 歴史
- 1959年（昭和34年）8月1日：開業。
- 1971年（昭和46年）4月1日：当駅 - 堂平間廃止により終着駅となる。
- 2008年（平成20年）5月29日：駅前の静岡県道60号南アルプス公園線で土砂崩れが発生。復旧工事のため駅付近から外への出入りが禁止されていた。同年8月上旬より暫定復旧している。
- 2011年（平成23年）7月21日：台風6号の影響で駅北側の沢より土砂崩れが発生。停車中の客車5両が埋まる。
- 2014年（平成26年）9月2日：閑蔵駅の約600 m南側で崩土のため、接岨峡温泉 - 当駅間が運休。
- 2017年（平成29年）3月11日：接岨峡温泉 - 当駅間が復旧[1]。
- 2018年（平成30年）5月8日：閑蔵 - 当駅間で崩土により不通。当駅構内で行っていた「全国“鉄道むすめ”巡り スタンプラリー」のスタンプ設置駅を千頭駅に移設[2]。
- 2019年（平成31年）3月9日：閑蔵 - 当駅間復旧[3][4]。
- 2022年（令和4年）
  - 1月：駅舎が一部改築される。
  - 5月21日：閑蔵 - 当駅間で落石により不通[5]。
  - 8月5日：閑蔵 - 当駅間復旧[5]。
- 2023年（令和5年）1月17日 - 2月3日：1番線西山沢橋梁撤去に伴う駅構内工事を実施し、2月上旬に西山沢橋梁撤去[6]（工事期間のうち1月23日から2月3日まで閑蔵 - 当駅間運休[7]）。

## 駅構造
1面1線のホームを持つ地上駅、かつては2面2線のホームだった。
片方のホームは駅舎から見て左カーブを描いており、ホーム途中からは留置線が分岐している。この留置線のうち1線には、少なくとも1978年頃まではDB1形用の転車台が設置されていた。
長いホームの手前で、堂平駅までの貨物線（とそれを利用したホーム）が右方向に分岐していた。こちらのホームはとても短く、5両ほどしか停車できない。そのため多客期はほとんど使用されない。また駅舎はこちらのホームに接して作られている。
2023年（令和5年）2月に1番線の西山沢橋梁が撤去されたためホームは1本だけになった。

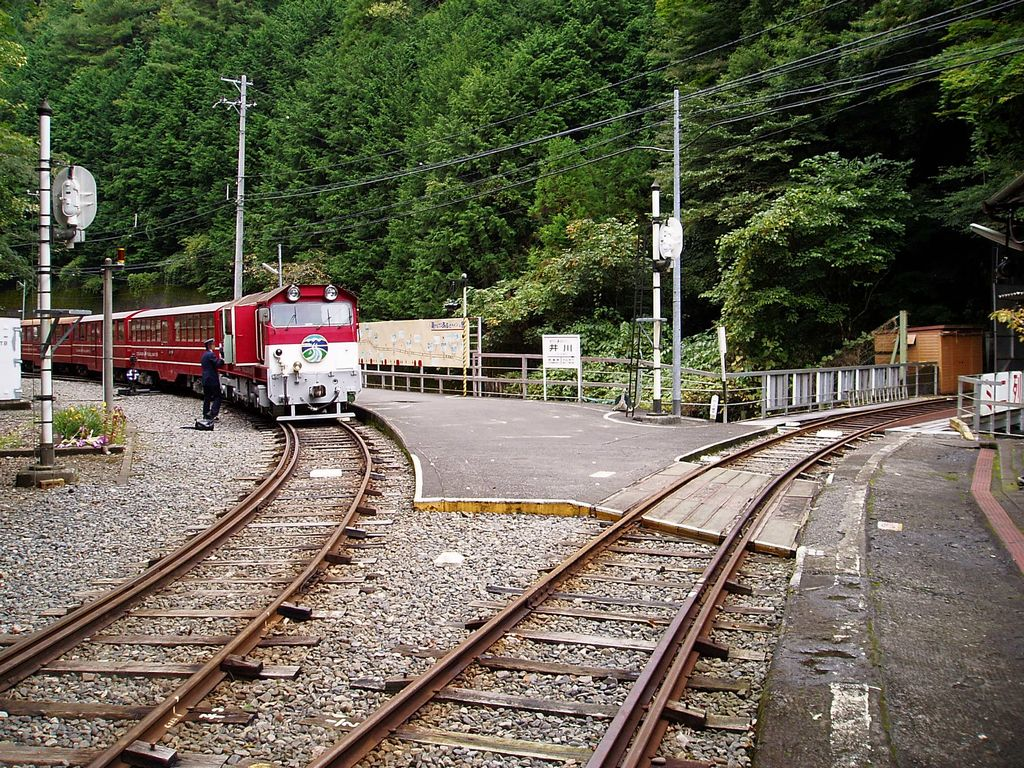
駅舎側から見た構内。右に分岐するのは堂平までの貨物線
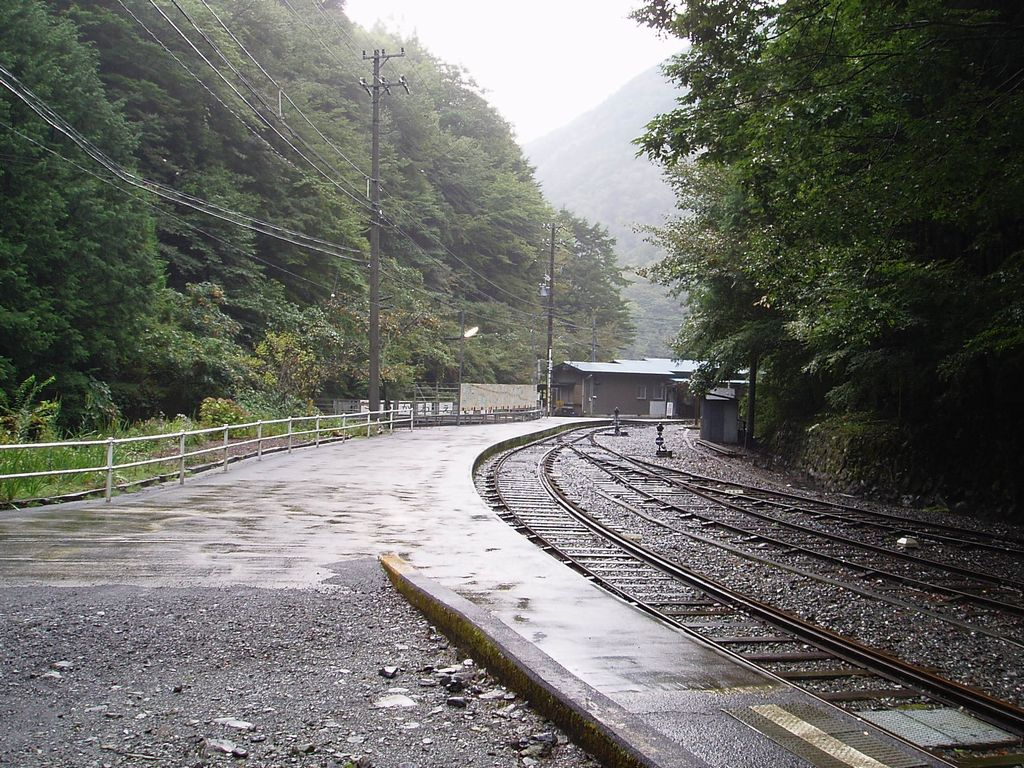
ホーム端から見た構内

## 駅周辺
- 井川ダム
- 井川湖
- 井川ダム展示館（入館無料 井川ダムの構造、歴史等）
- 静岡市立井川小中学校
- 静岡市葵区役所井川支所（井川本村）
- 静岡県道60号南アルプス公園線

## 接続交通機関

### バス路線
- 井川地区自主運行バス
  - 井川本村・小河内・白樺荘方面
  - 大日・富士見峠・横沢方面（横沢でしずてつバス安倍線の静岡駅方面に接続）

### 渡船

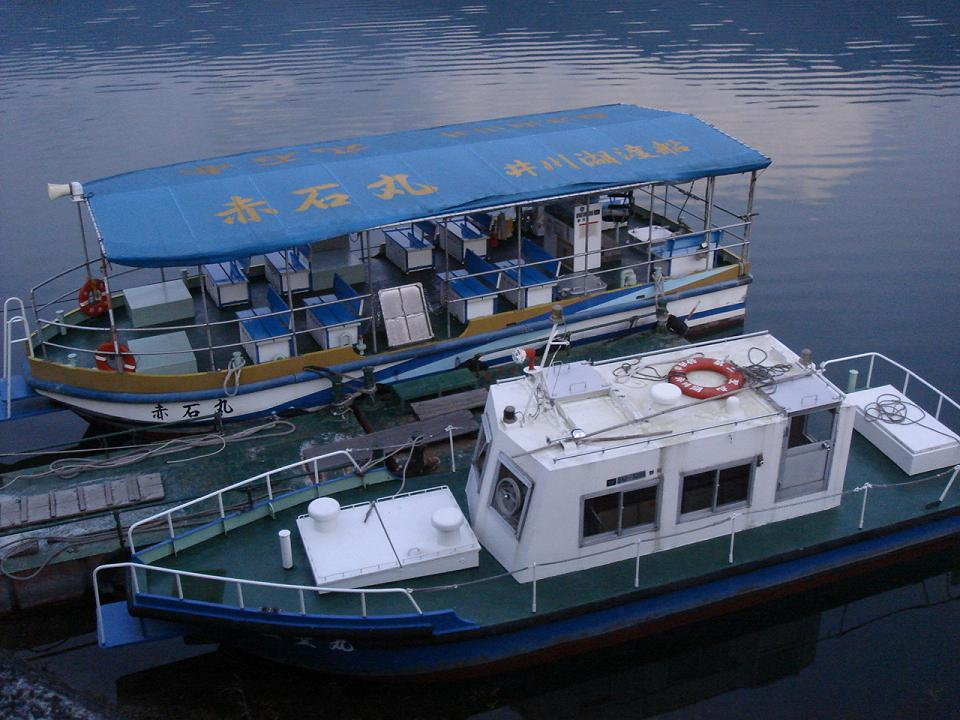
井川本村の船着場に停泊する赤石丸

当駅と井川本村（旧井川村）との道のりは数kmあり、井川湖（井川ダム - 井川本村間）には無料の渡し舟「赤石丸」（井川湖渡船）が運行されている。水位により運航を取りやめる場合がある他、常に水位が低くなる冬期は全面運休となる。

## 隣の駅
大井川鐵道
■井川線
閑蔵駅 - 井川駅 - （貨）堂平駅（1971年廃止）